# 뉴턴과 사과나무
《뉴턴과 사과나무》(ニュートンと林檎の樹)는 2017년 5월 26일에 발매된 18금 미소녀 어드벤처 게임이다. Laplacian에 의해 개발되었다.

## 줄거리
도모나가 슈지와 그의 소꿉 친구인 우타카네 요츠코가 실종된 슈지 할아버지를 찾는 과정에서 타임슬립을 해버렸다. 그때 17세기 영국의 케임브리지 대학교에서 연금술사이자 근대 과학의 아버지인 아이작 뉴턴이 나타나지만 이후로 역사의 차질이 시작된다.

## 등장인물
아사나가 슈지 (朝永 修二)
본작의 주인공. 그의 할아버지는 일본에서 두 번째 노블 물리학상 수상자이지만 본인은 과학을 싫어한다.
앨리스 델포드 (アリス・ベッドフォード)
성우 - 아키노 하나
월반으로 케임브리지 대학교에 입학한 천재 소녀. 그녀의 필명은 아이작 뉴턴이다.
우타카네 요츠코 (一二三 四五)
성우 - 시라유키 미도리
슈지의 소꿉 친구로 모든 것을 측정하고 모든 단어를 정의하지 않으면 기분이 풀리지 않는 여자. 실은 서투른 성격을 가지고 있다.
츠쿠모 하루 (九十九 春)
성우 - 오구라 유이
일본의 유학생으로 17세기 영국에서 천문학을 배우고 있다.
라비 지에루 (ラビ・ジエール)
성우 - 타미야스 토모에
문제아로 케임브리지 대학교 곳곳에서 자주 화재를 일으키며 직관적 추측으로 결론을 도출하는 실험과학자.
에미 펠튼 (エミー・フェルトン)
성우 - 하루노 이로하
항상 카튜샤를 착용하며 케임브리지 대학교에서 근무하고 있는 메이드.

## 제작진
- 캐릭터 디자인 : ベコ太郎, ぺれっと, 霜降 (SD 원화)
- 시나리오 : 緒乃ワサビ
- 음악 : 緒乃ワサビ/上原一之龍, Muu Dogg